# Championnats du monde féminins de VTT de descente
La descente féminine est une des épreuves au programme des championnats du monde de VTT de descente. Elle est organisée depuis les championnats inauguraux de 1990.
Un championnat du monde réservé aux juniors (17/18 ans) est créé en 1991.

## Palmarès élites

### Podiums
| Année                    | Or                     | Argent            | Bronze           |
| ------------------------ | ---------------------- | ----------------- | ---------------- |
| 1990 Durango             | Cindy Devine           | Elladee Brown     | Penny Davidson   |
| 1991 Ciocco              | Giovanna Bonazzi       | Nathalie Fiat     | Cindy Devine     |
| 1992 Bromont             | Juli Furtado           | Kim Sonier        | Cindy Devine     |
| 1993 Métabief            | Giovanna Bonazzi       | Kim Sonier        | Missy Giove      |
| 1994 Vail                | Missy Giove            | Sophie Kempf      | Giovanna Bonazzi |
| 1995 Kirchzarten         | Leigh Donovan          | Mercedes González | Giovanna Bonazzi |
| 1996 Cairns              | Anne-Caroline Chausson | Leigh Donovan     | Missy Giove      |
| 1997 Château-d'Œx        | Anne-Caroline Chausson | Marielle Saner    | Katja Repo       |
| 1998 Mont Sainte-Anne    | Anne-Caroline Chausson | Nolvenn Le Caër   | Cheri Elliott    |
| 1999 Åre                 | Anne-Caroline Chausson | Katja Repo        | Sari Jörgensen   |
| 2000 Sierra Nevada       | Anne-Caroline Chausson | Katja Repo        | Marla Streb      |
| 2001 Vail                | Anne-Caroline Chausson | Fionn Griffiths   | Leigh Donovan    |
| 2002 Kaprun              | Anne-Caroline Chausson | Fionn Griffiths   | Missy Giove      |
| 2003 Lugano              | Anne-Caroline Chausson | Sabrina Jonnier   | Nolvenn Le Caër  |
| 2004 Les Gets            | Vanessa Quin           | Mio Suemasa       | Céline Gros      |
| 2005 Livigno             | Anne-Caroline Chausson | Sabrina Jonnier   | Emmeline Ragot   |
| 2006 Rotorua             | Sabrina Jonnier        | Tracy Moseley     | Rachel Atherton  |
| 2007 Fort William        | Sabrina Jonnier        | Rachel Atherton   | Tracey Hannah    |
| 2008 Val Di Sole         | Rachel Atherton        | Sabrina Jonnier   | Emmeline Ragot   |
| 2009 Canberra            | Emmeline Ragot         | Tracy Moseley     | Kathy Pruitt     |
| 2010 Mont-Sainte-Anne    | Tracy Moseley          | Sabrina Jonnier   | Emmeline Ragot   |
| 2011 Champéry            | Emmeline Ragot         | Rachel Atherton   | Claire Buchar    |
| 2012 Leogang             | Morgane Charre         | Emmeline Ragot    | Manon Carpenter  |
| 2013 Pietermaritzburg    | Rachel Atherton        | Emmeline Ragot    | Tracey Hannah    |
| 2014 Lillehammer-Hafjell | Manon Carpenter        | Rachel Atherton   | Tahnée Seagrave  |
| 2015 Vallnord            | Rachel Atherton        | Manon Carpenter   | Tracey Hannah    |
| 2016 Val di Sole         | Rachel Atherton        | Myriam Nicole     | Tracey Hannah    |
| 2017 Cairns              | Miranda Miller         | Myriam Nicole     | Tracey Hannah    |
| 2018 Lenzerheide         | Rachel Atherton        | Tahnée Seagrave   | Myriam Nicole    |
| 2019 Mont-Sainte-Anne    | Myriam Nicole          | Tahnée Seagrave   | Marine Cabirou   |
| 2020 Leogang             | Camille Balanche       | Myriam Nicole     | Monika Hrastnik  |
| 2021 Val di Sole         | Myriam Nicole          | Marine Cabirou    | Camille Balanche |
| 2022 Les Gets            | Valentina Höll         | Nina Hoffmann     | Myriam Nicole    |
| 2023 Fort William        | Valentina Höll         | Camille Balanche  | Marine Cabirou   |
| 2024 Pal Arinsal         | Valentina Höll         | Myriam Nicole     | Tahnée Seagrave  |

### Tableau des médailles
| Rang | Coureuse               | Or | Argent | Bronze | Total |
| ---- | ---------------------- | -- | ------ | ------ | ----- |
| 1    | Anne-Caroline Chausson | 9  | 0      | 0      | 9     |
| 2    | Rachel Atherton        | 5  | 3      | 1      | 9     |
| 3    | Valentina Höll         | 3  | 0      | 0      | 3     |
| 4    | Myriam Nicole          | 2  | 4      | 2      | 8     |
| 5    | Sabrina Jonnier        | 2  | 4      | 0      | 6     |
| 6    | Emmeline Ragot         | 2  | 2      | 3      | 7     |
| 7    | Giovanna Bonazzi       | 2  | 0      | 2      | 4     |
| 8    | Tracy Moseley          | 1  | 2      | 0      | 3     |
| 9    | Manon Carpenter        | 1  | 1      | 1      | 3     |
| 9    | Leigh Donovan          | 1  | 1      | 1      | 3     |
| 11   | Missy Giove            | 1  | 0      | 3      | 4     |
| 12   | Cindy Devine           | 1  | 0      | 2      | 3     |
| 13   | Camille Balanche       | 1  | 1      | 1      | 3     |
| 14   | Morgane Charre         | 1  | 0      | 0      | 1     |
| 14   | Juli Furtado           | 1  | 0      | 0      | 1     |
| 14   | Miranda Miller         | 1  | 0      | 0      | 1     |
| 14   | Vanessa Quin           | 1  | 0      | 0      | 1     |

| Rang | Nation           | Or | Argent | Bronze | Total |
| ---- | ---------------- | -- | ------ | ------ | ----- |
| 1    | France           | 16 | 14     | 9      | 39    |
| 2    | Grande-Bretagne  | 7  | 10     | 4      | 21    |
| 3    | États-Unis       | 3  | 3      | 8      | 14    |
| 4    | Autriche         | 3  | 0      | 0      | 3     |
| 5    | Canada           | 2  | 1      | 3      | 6     |
| 6    | Italie           | 2  | 0      | 2      | 4     |
| 7    | Suisse           | 1  | 2      | 2      | 5     |
| 8    | Nouvelle-Zélande | 1  | 0      | 0      | 1     |
| 9    | Finlande         | 0  | 2      | 1      | 3     |
| 10   | Allemagne        | 0  | 1      | 0      | 1     |
| 10   | Espagne          | 0  | 1      | 0      | 1     |
| 10   | Japon            | 0  | 1      | 0      | 1     |
| 13   | Australie        | 0  | 0      | 5      | 5     |
| 14   | Slovénie         | 0  | 0      | 1      | 1     |
| Tot. |                  | 35 | 35     | 35     | 105   |

## Palmarès juniors

### Podiums
| Année                    | Or                     | Argent             | Bronze                |
| ------------------------ | ---------------------- | ------------------ | --------------------- |
| 1991 Ciocco              | Rita Bürgi             | Melanie Eberle     | Stéphanie Ethoin      |
| 1992 Bromont             | Laëtitia Holweck       | Rita Bürgi         | Malin Lindgren        |
| 1993 Métabief            | Anne-Caroline Chausson | Nolvenn Le Caër    | Helen Mortimer        |
| 1994 Vail                | Anne-Caroline Chausson | Marielle Saner     | Mona Fée              |
| 1995 Kirchzarten         | Anne-Caroline Chausson | Nolvenn Le Caër    | Marielle Saner        |
| 1996 Cairns              | Nolvenn Le Caër        | Sabrina Jonnier    | Sari Jörgensen        |
| 1997 Château-d'Œx        | Sarah Stieger          | Tracy Moseley      | Sabrina Jonnier       |
| 1998 Mont Sainte-Anne    | Sari Jörgensen         | Sabrina Jonnier    | Johanna Rübel-Todt    |
| 1999 Åre                 | Sabrina Jonnier        | Kathy Pruitt       | Helen Gaskell         |
| 2000 Sierra Nevada       | Kathy Pruitt           | Helen Gaskell      | Fionn Griffiths       |
| 2001 Vail                | Mio Suemasa            | Céline Gros        | Helen Gaskell         |
| 2002 Kaprun              | Emmeline Ragot         | Claire Bauchet     | Diana Marggraff       |
| 2003 Lugano              | Emmeline Ragot         | Scarlett Hagen     | Bernardita Pizarro    |
| 2004 Les Gets            | Scarlett Hagen         | Rachel Atherton    | Audrey Le Corguillé   |
| 2005 Livigno             | Rachel Atherton        | Scarlett Hagen     | Micayla Gatto         |
| 2006 Rotorua             | Tracey Hannah          | Floriane Pugin     | Micayla Gatto         |
| 2007 Fort William        | Floriane Pugin         | Katy Curd          | Myriam Nicole         |
| 2008 Val Di Sole         | Anaïs Pajot            | Myriam Nicole      | Mélanie Pugin         |
| 2009 Canberra            | Anaïs Pajot            | Julie Berteaux     | Holly Baarspul        |
| 2010 Mont-Sainte-Anne    | Lauren Rosser          | Fanny Lombard      | Julie Berteaux        |
| 2011 Champéry            | Manon Carpenter        | Agnès Delest       | Lauren Rosser         |
| 2012 Leogang             | Holly Feniak           | Tahnée Seagrave    | Danielle Beecroft     |
| 2013 Pietermaritzburg    | Tahnée Seagrave        | Danielle Beecroft  | Tegan Molloy          |
| 2014 Lillehammer-Hafjell | Tegan Molloy           | Viktoria Gimenez   | Marine Cabirou        |
| 2015 Vallnord            | Marine Cabirou         | Viktoria Gimenez   | Lilla Megyaszai       |
| 2016 Val di Sole         | Alessia Missiaggia     | Samantha Kingshill | Flora Lesoin          |
| 2017 Cairns              | Mélanie Chappaz        | Shania Rawson      | Flora Lesoin          |
| 2018 Lenzerheide         | Valentina Holl         | Anna Newkirk       | Mille Johnset         |
| 2019 Mont-Sainte-Anne    | Valentina Holl         | Mille Johnset      | Anna Newkirk          |
| 2020 Leogang             | Lauryne Chappaz        | Sophie Gutöhrle    | Léona Pierrini        |
| 2021 Val di Sole         | Izabela Yankova        | Kine Haugom        | Gracey Hemstreet      |
| 2022 Les Gets            | Jenna Hastings         | Gracey Hemstreet   | Valentina Roa Sanchez |
| 2023 Fort William        | Erice van Leuven       | Poppy Lane         | Sacha Earnest         |
| 2024 Pal Arinsal         | Erice van Leuven       | Ella Svegby        | Sacha Earnest         |

### Tableau des médailles
| Rang | Coureuse               | Or | Argent | Bronze | Total |
| ---- | ---------------------- | -- | ------ | ------ | ----- |
| 1    | Anne-Caroline Chausson | 3  | 0      | 0      | 3     |
| 2    | Valentina Höll         | 2  | 0      | 0      | 2     |
| 2    | Anaïs Pajot            | 2  | 0      | 0      | 2     |
| 2    | Emmeline Ragot         | 2  | 0      | 0      | 2     |
| 2    | Erice van Leuven       | 2  | 0      | 0      | 2     |
| 6    | Sabrina Jonnier        | 1  | 2      | 1      | 4     |
| 7    | Scarlett Hagen         | 1  | 2      | 0      | 3     |
| 7    | Nolvenn Le Caer        | 1  | 2      | 0      | 3     |
| 9    | Rachel Atherton        | 1  | 1      | 0      | 2     |
| 9    | Rita Bürgi             | 1  | 1      | 0      | 2     |
| 9    | Kathy Pruitt           | 1  | 1      | 0      | 2     |
| 9    | Floriane Pugin         | 1  | 1      | 0      | 2     |
| 9    | Tahnée Seagrave        | 1  | 1      | 0      | 2     |

| Rang | Nation           | Or | Argent | Bronze | Total |
| ---- | ---------------- | -- | ------ | ------ | ----- |
| 1    | France           | 14 | 13     | 11     | 38    |
| 2    | Nouvelle-Zélande | 4  | 5      | 3      | 12    |
| 3    | Grande-Bretagne  | 3  | 5      | 4      | 12    |
| 4    | Suisse           | 3  | 2      | 2      | 7     |
| 5    | Australie        | 2  | 1      | 3      | 6     |
| 6    | Canada           | 2  | 1      | 4      | 7     |
| 7    | Autriche         | 2  | 1      | 0      | 3     |
| 8    | États-Unis       | 1  | 3      | 1      | 5     |
| 9    | Italie           | 1  | 0      | 0      | 1     |
| 9    | Japon            | 1  | 0      | 0      | 1     |
| 9    | Bulgarie         | 1  | 0      | 0      | 1     |
| 12   | Norvège          | 0  | 2      | 1      | 3     |
| 13   | Allemagne        | 0  | 1      | 1      | 2     |
| 14   | Chili            | 0  | 0      | 1      | 1     |
| 14   | Colombie         | 0  | 0      | 1      | 1     |
| 14   | Équateur         | 0  | 0      | 1      | 1     |
| 14   | Hongrie          | 0  | 0      | 1      | 1     |
| 14   | Suède            | 0  | 1      | 1      | 2     |
| Tot. |                  | 34 | 34     | 34     | 102   |